# Stipa atlantica
Stipa atlantica är en gräsart som beskrevs av Pavel Aleksandrovich Smirnov. Stipa atlantica ingår i släktet fjädergrässläktet, och familjen gräs. Inga underarter finns listade i Catalogue of Life.